# Billy Beck
Billy Beck (eigentlich Frank Wallace Billerbeck, * 26. Mai 1920 in Philadelphia, Pennsylvania; † 29. Juni 2011 in Silver Lake, Los Angeles, Kalifornien) war ein US-amerikanischer Clown und Schauspieler.

## Leben
Beck war, so wird berichtet, seit seiner Kindheit ein Anhänger der Figur des „Traurigen Clowns“, wie sie von Emmett Kelly entwickelt wurde. Während des Zweiten Weltkrieges war er in Frankreich stationiert, wo er nach Ende der bewaffneten Auseinandersetzungen auch blieb und in Paris als Straßenclown und -maler seinen Lebensunterhalt verdiente. Daneben trat er für den Cirque Medrano auf, wo er ein weiteres berühmtes Vorbild, Buster Keaton, kennenlernte. Gelegentlich spielte er schon in Frankreich kleine Rollen für Film und Fernsehen.
1960 zog er zurück in seine Heimat, den USA und war bald ein gerngesehener Gast in Fernsehshows und -serien; 1963 spielte er seine erste große Filmrolle in Irma La Douce als Offizier DuPont. Über einhundert Rollen verkörperte Beck für Fernsehen und Leinwand in seiner bis zu seinem Tode anhaltenden Karriere – in späteren Jahren des Öfteren die des mordenden Irren in Slasherfilmen. Seine letzte Rolle hatte er 2009 in einer Folge aus Joss Whedons Drama-Serie Dollhouse.
Neben seinen darstellenden Talenten wirkte Beck auch als Zeichner, Maler – insbesondere Akte zählen zu seinen Werken – und Fotograf.

## Filmografie (Auswahl)
- 1961–1962: Thriller (Fernsehserie, 2 Folgen, verschiedene Rollen)
- 1963: Das Mädchen Irma la Douce (Irma La Douce)
- 1979: Hart aber herzlich (Hart to Hart, Folge: Hochzeit in Monte Carlo)
- 1980: Jahreszeiten einer Ehe (A Change of Seasons)
- 1987: Near Dark – Die Nacht hat ihren Preis (Near Dark)
- 1988: Memories of Me
- 1988: Der Blob (The Blob)
- 1989: Baywatch – Die Rettungsschwimmer von Malibu (Fernsehserie, Folge 1x02)
- 1999: X-Factor: Das Unfassbare (Fernsehserie, Folge 3x01)
- 2000: King of Queens (The King of Queens, Fernsehserie, Folge 2x13 Voll daneben)
- 2002: Son of the Beach (Fernsehserie)
- 2005: Solange Du da bist (Just Like Heaven)
- 2009: Dollhouse (Fernsehserie, Folge 1x06)